# Levrnaka
Levrnaka je nenaseljeni otok u Kornatima. Pripada Hrvatskoj.
Njegova površina iznosi 1,84 km². Dužina obalne crte iznosi 10,206 km.
Najviši vrh je 118 metara visok Veli vrh, a jugoistočno od njega je 94 metara visok Svirac. Između ova dva vrha je zaljev Levrnaka. Zaljev je otvoren prema sjeveru, a velika dubina otežava sidrenje. Na jugozapadnoj strani otoka je plaža Lojena.